# Commissie Hoeksche Waard
De Commissie Hoeksche Waard (CHW) is een samenwerkingsverband tussen de vijf Hoeksche Waardse gemeenten Binnenmaas, Cromstrijen, Korendijk, Oud-Beijerland en Strijen.

## Doelstelling
De commissie werd opgericht in oktober 2005. Er is sprake van een niet-vrijblijvende samenwerking tussen de gemeenten.
Het doel is samen beleid te ontwikkelen voor bovengemeentelijke onderwerpen die voor de hele Hoeksche Waard van belang zijn. Denk bijvoorbeeld aan projecten op economisch gebied (inrichting bedrijventerreinen), ruimtelijke ordening, woningbouw en het in stand houden van het Nationaal Landschap Hoeksche Waard.
De samenwerking is ook bedoeld om samen sterker te staan in het overleg met andere overheden.

## Samenstelling
In de commissie zitten twee vertegenwoordigers van elk college en een vertegenwoordiger van de gemeentesecretarissen.
Voorzitter is de burgemeester van Binnenmaas als grootste gemeente. Participanten zijn de provincie Zuid-Holland, het Waterschap Hollandse Delta en de Drechtsteden.